# Claude Bourquard
Claude Bourquard (* 5. března 1937 Belfort – 23. května 2011 Sevenans, Francie) je bývalý francouzský sportovní šermíř, který se specializoval na šerm kordem. Francii reprezentoval v padesátých a šedesátých letech. Na olympijských hrách startoval v roce 1964 a 1968 v soutěži jednotlivců a družstev. Mezi jednotlivci obsadil nejlépe šesté místo na olympijských hrách 1964. S francouzským družstvem kordistů vybojoval na olympijských hrách 1964 bronzovou olympijskou medaili. V roce 1966 obsadil na mistrovství světa druhé místo v soutěži jednotlivců. S francouzským družstvem kordistů vybojoval titul mistra světa v roce 1962, 1965 a 1966.